# Ngadisepi
Ngadisepi is een bestuurslaag in het regentschap Temanggung van de provincie Midden-Java, Indonesië. Ngadisepi telt 4050 inwoners (volkstelling 2010).